# Melch Remigi Joller
Melch Remigi Joller (auch Melchior Remigi Joller) (* 3. Februar 1799 in Buochs; † 25. Mai 1873 ebenda) war ein Schweizer Politiker. Von 1850 bis 1856 gehörte er als Vertreter der Konservativen dem Regierungsrat des Kantons Nidwalden an.

## Leben
Melch(ior) Remigi Joller wurde als Sohn des (Johann) Melchior Joller und der Anna (Maria) Josefa Odermatt im «Blauhaus» in Buochs geboren. Er heiratete am 7. Mai 1823 in Stans (Anna Maria Josefa) Theresia Waser. Aus dieser Ehe stammen acht Kinder (je vier Söhne und Töchter). Der drittälteste Sohn Melchior (Josef) Remigi Joller wurde Ratsherr.
Melch Remigi Joller war ab 1850 Ratsherr im Landrat und von 1850 bis 1856 Regierungsrat. Er übernahm das Amt als Bauherr, war Strasseninspektor, Mitglied der Aawasserkommission, Mitglied der Marchkommission und Präsident der Bau- und Strassenkommission. Auf Gemeindeebene war Joller Gemeinderat, Kirchenrat, Proviantschätzer und Schulrat von Buochs. Nach Ablauf der Wahlperiode im Jahr 1856 gab Melch Remigi Joller sämtliche politischen Ämter ab.

## Quelle
- Neues Stammbuch. Band II, Joller II, 48 (28) (Seite 17).

| Personendaten    | Personendaten           |
| ---------------- | ----------------------- |
| NAME             | Joller, Melch Remigi    |
| ALTERNATIVNAMEN  | Joller, Melchior Remigi |
| KURZBESCHREIBUNG | Schweizer Politiker     |
| GEBURTSDATUM     | 3. Februar 1799         |
| GEBURTSORT       | Buochs                  |
| STERBEDATUM      | 25. Mai 1873            |
| STERBEORT        | Stans                   |